# Havíza Normandská
Havíza Normandská (? – 21. února 1034) byla sňatkem hraběnkou z Rennes a vévodkyní bretaňskou, v letech 1008 až 1026 pak regentkou Bretaně za svého syna Alana III.

## Život
Havíza se narodila jako dcera vévody Richarda I. Normandského a jeho manželky Gunnory. Jejími bratry byli mimo jiné vévoda Richard II. Normandský a Robert, arcibiskup rouenský, hrabě z Évreux.
Havíza a její sestry zformovaly významné dynastické aliance. Emma Normandská byla dvakrát anglickou královnou, když se poprvé provdala za Ethelreda II. a podruhé za Knuta Velikého; Matylda Normandská se provdala za hraběte Oda II. z Blois; a Havíza byla součástí důležitého dvojitého sňatku z roku 996, který měl propojit vévodské rody Normandie a Bretaně. Havíza se provdala za Geoffroye I. Bretaňského, zatímco její bratr Richard si vzal za ženu Goffroyovu sestru Juditu.
V roce 1008 vévoda Geoffroy I. zemřel a zanechal po sobě dva nezletilé syny, Alana a Oda. Za této situace zasáhl Richard Normandský, který hrál až do jejich dospělosti hlavní roli ve vládě v Bretani. Havíza vládla během nezletilosti syna Alana III. jako regentka. V roce 1010 byla její a tím i synova vláda vážně ohrožena rolnickými povstáními, které se rozšířily z Normandie do Bretaně. Alan, povzbuzován svou matkou, vedl šlechtice k potlačení povstání.
Havíza zemřela 21. února 1034.

## Potomci
Havíza měla s Geoffroyem čtyři děti:
- Alan III. Bretaňský (997 – 1040), vévoda Bretaně.
- Evenus Bretaňský (998 – po 1037)
- Odo z Penthièvre (999 – 1079), hrabě z Penthièvre a regent Bretaně.
- Adéla Bretaňská, abatyše v St. Georges.